# Douglas Campbell
Douglas Campbell (7 de Junho de 1896-16 de Dezembro de 1990) foi um aviador dos Estados Unidos, que participou na Segunda Guerra Mundial. Foi o primeiro piloto americano a voar numa unidade americana a alcançar o estatuto de Ás.

## Biografia

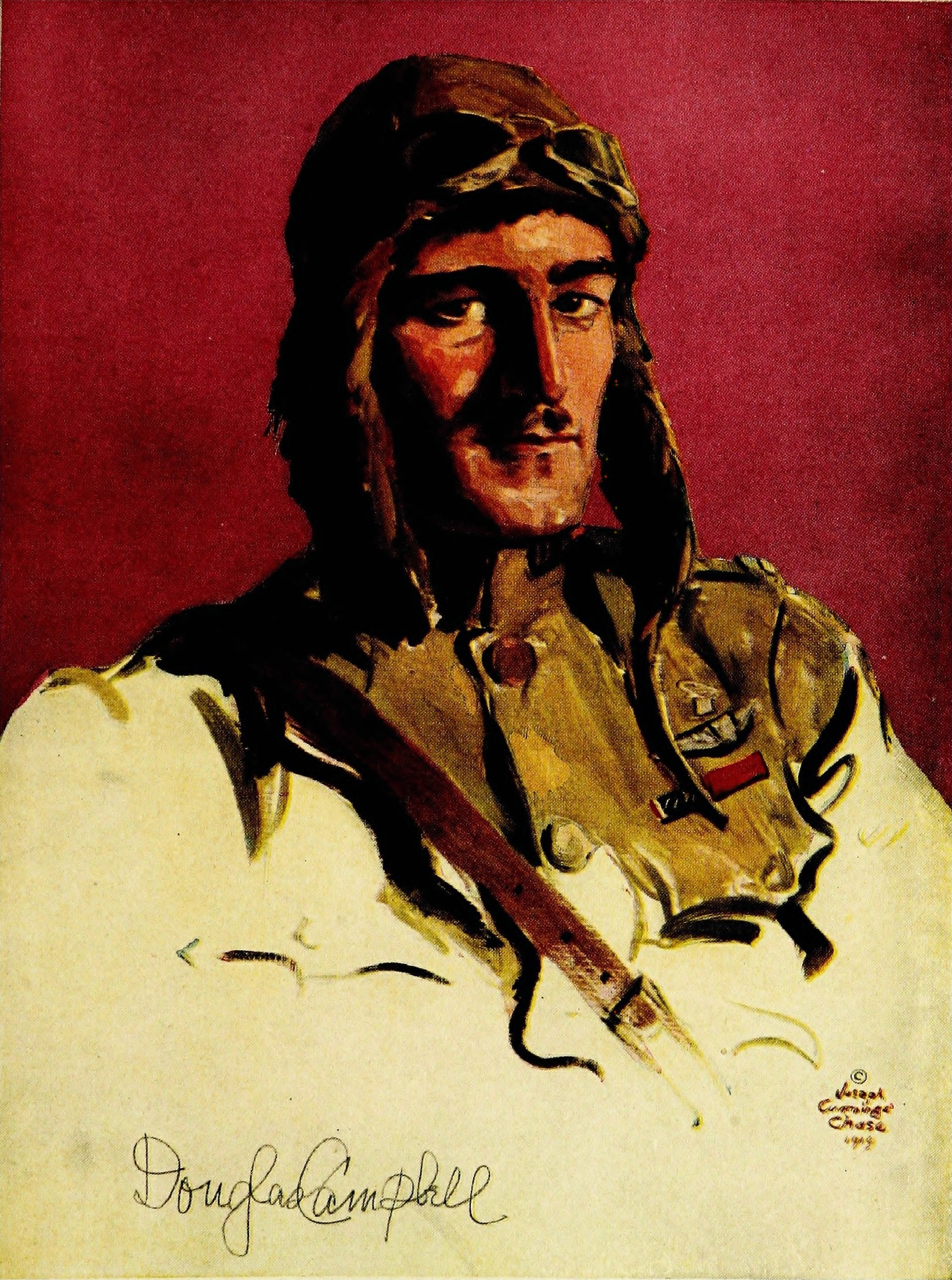
Douglas Campbell, 1920

Campbell nasceu em São Francisco, Califórnia, filho do astrónomo William W. Campbell, que encabeçava o Observatório Lick e futuro presidente da Universidade da Califórnia. Quando os Estados Unidos entraram na Primeira Guerra Mundial a Abril de 1917, ele era um estudante na Universidade de Harvard. Campbell e o seu amigo Quentin Roosevelt, filho do ex-Presidente dos Estados Unidos Theodore Roosevelt, abandonaram a escola e alistaram-se no Exército dos Estados Unidos.

### Carreira militar
Colocado no Serviço Aéreo, Cambell aprendeu a voar num avião Curtiss Jenny, passando mais tarde para um caça Nieuport. Foi colocado no famoso 94º Esquadrão Aéreo (o gangue Hat in the ring) - que voavam então em caças Nieuport 28. 
A primeira patrulha do esquadrão foi feita com outros dois pilotos famosos: Eddie Rickenbacker e Raoul Lufbery. Devido a problemas de abastecimento, o trio fez a sua primeira missão sem armamento nos aviões.
A sua primeira vitória aconteceu quando voava num avião com apenas uma metralhadora em vez das usuais duas. Ele partilhou as primeiras vitórias confirmadas do esquadrão com Alan F. Winslow - eram as primeiras vitórias com caças das unidades americanas na guerra. Campbell e Winslow, cada um deles, abateu e capturou um piloto da Jasta 64w (14 de Abril de 1918).
Campbell tornou-se no primeiro piloto americano de uma unidade norte-americana a tornar-se um Ás quando abateu o seu quinto avião inimigo sobre Lironville, França a 31 de Maio de 1918.
Campbell recebeu a Distinguished Service Cross por bravura em combate aéreo sobre Flirey, na França, a 19 de Maio de 1918, e a Cruz de Guerra do Exército da França. Teve a sua sexta e última vitória a 5 de Junho de 1918. Nesse combate ele foi ferido por fogo de artilharia e enviado para os Estados Unidos para se restabelecer. Em Novembro, já recuperado, foi recolocado no seu esquadrão, mas não veria mais nenhuma ação até ao Armistício de 11 de Novembro.

### Pós-guerra
Depois da guerra, encontrou trabalho na W.R. Grace and Company. Em 1939 tornou-se Vice-Presidente da Pan-American Airways e em 1948 foi nomeado gerente geral da companhia.
Faleceu em Greenwich, no Connecticut, com 94 anos de idade.